# 14 urodziny
14 urodziny – album studyjny i koncertowy (utwór "Czerwony jak cegła") zespołu Dżem, wydany w październiku 1993 w formie kasety magnetofonowej przez wydawnictwo "Dum Dum Records" pod nr katalogowym 003.
Nagrań dokonano w Studio Polskiego Radia w Katowicach w dniach 7-8 stycznia 1981 roku (8) i w listopadzie 1992 r. (5). W Studio Tonpress KAW w Warszawie w dniach 9-13 kwietnia 1984 r. (3). Podczas koncertów w Teatrze STU w Krakowie 9 grudnia 1985 r. (7). W Studio "Giełda" Polskiego Radia w Poznaniu w dniach 3-8 marca 1986 r. (1); 22-23 maja, 13-15 września 1988 r. (2, 4); 13-14, 25-26 kwietnia 1991 roku (6).
Realizatorem dźwięku był Piotr Madziar przy współpracy Jacka Frączka (1), przy współpracy Zbigniewa Suchańskiego i Ryszarda Glogera (2, 4); Włodzimierz Kowalczyk (3); Zbigniew Malecki (5); Piotr Madziar i Jacek Frączek (6); Jacek Mastykarz i Piotr Brzeziński (7); Zbigniew Malecki i Bogdan Starzyński (8). 

## Lista utworów
Strona A
1. „Koszmarna noc” (Adam Otręba – Kazimierz Galaś, Ryszard Riedel) – 6:26
2. „Harley mój” – (Dżem – Ryszard Riedel) – 4:11
3. „Wokół sami lunatycy” (Ryszard Riedel, Jerzy Styczyński – Ryszard Riedel) – 3:43
4. „Wehikuł czasu” (Adam Otręba – Ryszard Riedel) – 6:51

Strona B
1. „Autsajder” (Benedykt Otręba – Mirosław Bochenek) – 5:05
2. „Czarny chleb” (Dżem – Ryszard Riedel) – 4:32
3. „Czerwony jak cegła” (Ryszard Riedel, Jerzy Styczyński – Kazimierz Galaś) – 5:24 (live)
4. „Whisky” (Adam Otręba, Ryszard Riedel – Ryszard Riedel, Kazimierz Gayer) – 5:28

## Muzycy
- Paweł Berger – instrumenty klawiszowe
- Michał Giercuszkiewicz – perkusja (3, 7, 8)
- Marek Kapłon – perkusja (2, 4)
- Adam Otręba – gitara
- Beno Otręba – gitara basowa
- Ryszard Riedel – śpiew, harmonijka ustna
- Jerzy Styczyński – gitara (1, 2, 3, 4, 5, 6, 7)
- Zbigniew Szczerbiński – perkusja (5)
- Andrzej Urny – gitara (8)
- Krzysztof „pARTyzanT” Toczko – akordeon (5)
- Jerzy Piotrowski – perkusja (6)
- Krzysztof Przybyłowicz – perkusja (1)
- Rafał Rękosiewicz – instrumenty klawiszowe (3)